# Сара Кеніг
Сара Кеніг (англ. Sarah Koenig, нар. 9 липня 1969, Нью-Йорк, США) — американська журналістка, громадська радіоведуча, колишня продюсерка телевізійної та радіопрограми This American Life, а також ведуча і виконавча продюсерка подкасту Serial.

## Раннє життя
Кеніг народилась в липні 1969 року в Нью-Йорку в родині Джуліана Кеніга та його другої дружини Марії Екхарт. Сара — єврейка. Її батько був відомим копірайтером. Її мати з Танзанії. Після розлучення батьків мати Сари вийшла заміж за письменника Пітера Маттіссена. Кеніг навчалася в Академії Конкорд у Конкорді, Массачусетс. Кеніг закінчила Чиказький університет у 1990 році зі ступенем бакалавра за спеціальністю «Політологія». Вона навчалася в Колумбійському університеті, щоб отримати ступінь аспіранта з російської історії, але покинула навчання через два тижні.

## Кар'єра
Після закінчення коледжу Кеніг почала працювати репортером у The East Hampton Star. Потім працювала в Росії репортером для ABC News, а згодом для The New York Times. Вона займалася висвітленням роботи державного парламенту (політики) для газети Concord Monitor, а пізніше для Baltimore Sun.
Вона почала працювати продюсером This American Life у січні 2004 року. Сара була співпродюсером епізоду This American Life під назвою «Habeas Schmabeas», який отримав нагороду Пібоді в 2006 році.
У 2013 році Кеніг почала працювати над додатковим подкастом радіопрограми This American Life під назвою Serial, який дебютував у жовтні 2014 року. Serial отримав премію Peabody у квітні 2015 року, зауважуючи, що завдяки цьому подкастинг став культурним мейнстрімом.

## Визнання та почесні нагороди
16 квітня 2015 року журнал TIME назвав Кеніг однією із «100 найвпливовіших людей». Також у 2015 році її назвали однією з The Forward 50.

## Особисте життя
Кеніг живе в Стейт-Коледжі, штат Пенсільванія, зі своїм чоловіком Беном Шраєром, доцентом єврейських студій та англійської мови в Пенсильванському університеті і двома дітьми.

## У масовій культурі
У сороковому сезоні шоу Saturday Night Live Кеніг зіграла Сесілі Стронг у частині під назвою «Serial: The Christmas Surprise», пародіюючи свій подкаст — розслідування Serial. Також у 2014 році Кеніг зобразила Мікаелу Воткінс, яка намагається розкрити вбивство Хе Мін Лі до фіналу першого сезону Serial, у цифровій сценці для Funny or Die. У 2015 році Кеніг знялася в ролі самої себе в епізоді другого сезону BoJack Horseman під назвою «Out to Sea», озвучивши мелодію Діани Нгуєн з пародією на її вступ до Serial. Це відбулося через сезон після того, як подкастер Айра Ґласс виконала ту саму роль, яка буде повторюватись. У серіалі Only Murders in the Building на платформі Hulu подкаст All is Not OK In Oklahoma та персонаж Сінда Каннінг, яку зіграла Тіна Фей, були натхненні Сарою Кеніг та її подкастом Serial.